# 欧阳黔森
欧阳黔森（1965年—），男，汉族，原籍湖南隆回，生于贵州铜仁，中华人民共和国政治人物，贵州省作协副主席、省文学院副院长，中国国土资源作协副主席，第十二届全国人民代表大会贵州地区代表。

## 生平
毕业于贵州省委党校。2008年，当选为第十一届全国人大代表。2013年，当选为第十二届全国人大代表。2018年2月24日，当选为第十三届全国人大代表。2022年凭《江山如此多娇》获得第八届鲁迅文学奖报告文学奖。